# Baron Glenconner

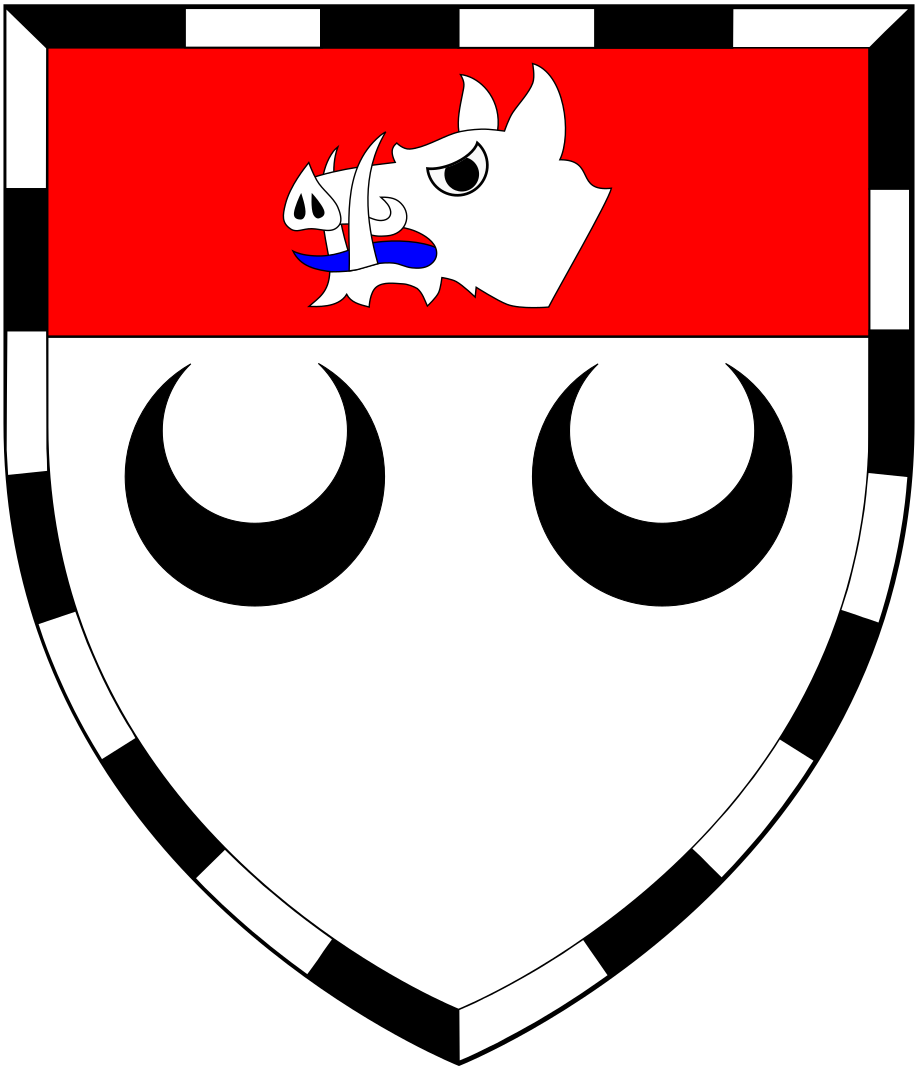
Wappen der Barone Glenconner

Baron Glenconner, of The Glen in the County of Peebles, ist ein erblicher britischer Adelstitel in der Peerage of the United Kingdom.

## Verleihung und nachgeordnete Titel
Der Titel wurde am 3. April 1911 für Sir Edward Tennant, 2. Baronet, geschaffen. Dieser war zuvor Abgeordneter des House of Commons und Lord Lieutenant für Peeblesshire gewesen.
Der Vater des ersten Barons, ebenfalls Abgeordneter und außerdem ein erfolgreicher Geschäftsmann, war bereits am 17. Juli 1885 zum Baronet, of The Glen and St. Rolux, ernannt worden. Dieser Titel, der zur Baronetage of the United Kingdom gehört, wird heute als nachgeordneter Titel vom jeweiligen Baron geführt.

## Liste der Barone Glenconner und Tennant Baronets

### Tennant Baronets, of The Glen and St. Rolux (1885)
- Sir Charles Clow Tennant, 1. Baronet (1823–1906)
- Sir Edward Priaulx Tennant, 2. Baronet (1859–1920) (1911 zum Baron Glenconner erhoben)

### Barone Glenconner (1911)
- Edward Priaulx Tennant, 1. Baron Glenconner (1859–1920)
- Christopher Grey Tennant, 2. Baron Glenconner (1899–1983)
- Colin Christopher Paget Tennant, 3. Baron Glenconner (1926–2010)
- Cody Charles Edward Tennant, 4. Baron Glenconner (* 1994)

Voraussichtlicher Titelerbe (Heir Presumptive) ist der Onkel des jetzigen Barons, Hon. Christopher Cary Tennant (* 1967).